# La iguana de la lengua de fuego
La iguana de la lengua de fuego (título original en italiano: L'iguana dalla lingua di fuoco) es una película giallo de 1971 dirigida por Riccardo Freda.

## Argumento
Un asesino mata a una señora echándole ácido en el rostro. Su cuerpo es luego descubierto en el coche del embajador Sobiesky. Más tarde un nuevo asesinato mueve a los investigadores a sospechar que las víctimas habían sido amantes del diplomático, quien, para peor, se niega a cooperar, y clama inmunidad diplomática.

## Reparto
- Luigi Pistilli como el detective John Norton.
- Dagmar Lassander como Helen Sobiesky.
- Anton Diffring como el embajador Sobiesky.
- Arthur O'Sullivan como el inspector Lawrence
- Werner Pochath como Marc Sobiesky.
- Dominique Boschero como la amante del embajador.
- Valentina Cortese como la Sra. Sobiesky.

## Producción
Antes del estreno de la película de Dario Argento El pájaro de las plumas de cristal, las películas giallo no eran populares entre el público cinematográfico italiano. Tras el lanzamiento de la misma, se lanzaron una ola de giallos con nombres de animales en sus títulos. Esto llevó a Riccardo Freda a seguir su ejemplo e intentar hacer una película del género.
Los créditos iniciales de la película indican que está basada en la novela A Room Without a Door, de Richard Mann. El historiador de cine italiano Roberto Curti dijo que la novela fue una invención de los cineastas. El guion de la película fue escrito por Sandro Continenza y Freda, mientras que los otros escritores acreditados, André Tranché y Gunther Ebert, fueron acreditados únicamente por razones de coproducción.
Riccardo Freda no estaba orgulloso de la película y no estaba contento con el reparto. Más tarde dijo que inicialmente había querido «a Roger Moore a la cabeza, pero en el último minuto me tocó Luigi Pistilli». Freda estuvo tan descontento con la película que hizo que su nombre fuera reemplazado en los créditos por el seudónimo «Willy Pareto».
L'iguana dalla lingua di fuoco fue filmada en Irlanda.

## Lanzamiento
L'iguana dalla lingua di fuoco fue distribuida teatralmente en Italia por Euro International Films el 24 de agosto de 1971. Recaudó un total de 169 405 000 liras italianas en el mercado nacional. Curti describió este desempeño de taquilla como «bastante pobre», señalando que otras películas del género de ese año, como El gato de las 9 colas, recaudaron 2.4 mil millones, mientras que La noche que Evelyn salió de la tumba recaudó 450 millones.
Una versión fotonovela de la película fue lanzada en la revista para adultos Cinesex en enero de 1972.
La película se estrenó en Blu-ray en 2019 en versión doblada tanto en italiano como en inglés.

## Recepción crítica
Según reseñas retrospectivas, AllMovie escribió: «El elegante director Riccardo Freda le dio a Italia algunas de sus mejores películas de terror. Este sangriento pero absurdo thriller giallo no es una de ellas», calificándolo de «uno de los fracasos más flagrantes de un gran director». Louis Paul, autor de Italian Horror Film Directors, describió la película como una «entrada desagradable y cruel en el género del thriller giallo, con el obstáculo de un elenco desagradable de villanos y sospechosos».